# Alfa Romeo Giulia
De Alfa Romeo Giulia is een reeks sportieve sedans van het Italiaanse automerk Alfa Romeo die werden gebouwd tussen 1962 en 1978.
Eind jaren 50 werd het duidelijk dat de Giulietta moest worden vervangen. De Giulietta was met 1290 cc de kleinere versie van de ondertussen meer dan tien jaar oude 1900. Op 27 juni 1962 werd de Giulia TI voorgesteld op het circuit van Monza. De Giulia leek minder op de Giulietta dan verwacht en was heel hoekig met rechte lijnen. Het ontwerp kwam opnieuw van Orazio Satta Puliga. Ondanks zijn "vierkant" voorkomen was de luchtweerstand van de Giulia dankzij de zogeheten Kamm-tail toch lager dan dat van bijvoorbeeld een Porsche 911 uit die tijd. De Giulia TI zou vijf jaar in productie blijven.
De structuur van de motor was niet gewijzigd ten opzichte van de Giulietta. Door het vergroten van de boring en de slag en het gebruik van grotere kleppen - onder een gunstiger hoek - werd het vermogen wel verder opgedreven. De Giulia kreeg een dubbele valstroom Weber carburateur en het maximale vermogen kwam op 92 pk te liggen, de topsnelheid op 166 km/u. De grootste verbetering ten opzichte van de Giulietta was echter de wegligging.
De Giulia werd een economisch succes voor Alfa Romeo en al snel volgden andere varianten van het model. In april 1963 stelde Alfa de sportievere Giulia TI Super voor, waarvan uiteindelijk slechts 501 exemplaren werden gemaakt. De TI Super had dankzij twee dubbele horizontale Weber 45 DCOE carburateurs een maximaal vermogen van 112 pk, een topsnelheid van 184 km/u en was de eerste Giulia met schijfremmen in plaats van trommelremmen. In 1965 werd op het autosalon van Genève de Giulia Super voorgesteld.

## Giulia 1300

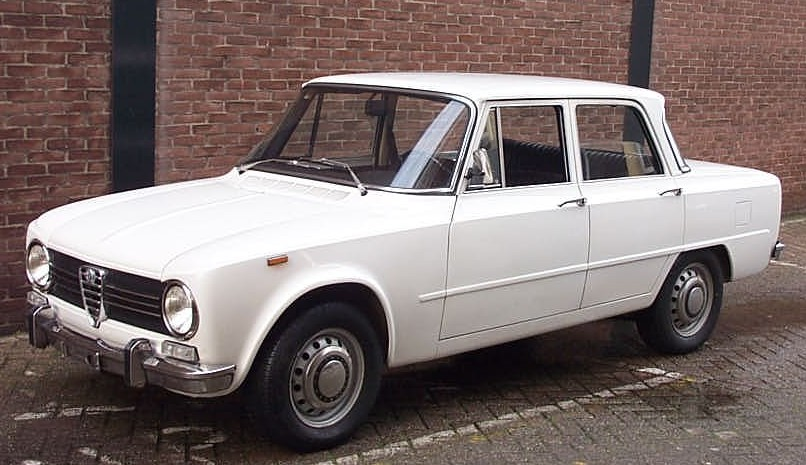
Giulia 1300 Super.

Vanwege de wegenbelastingen - in Italië op basis van de cilinderinhoud - bracht Alfa Romeo de Giulia 1300 uit met een kleinere motor. Hij werd in 1964 in Monza voorgesteld en beschikte over een 78 pk sterke motor. De topsnelheid kwam op 155 km/u te liggen, niet veel lager dan de grotere versie. In totaal werden tot 1971 zo'n 30.000 exemplaren gemaakt. Vanaf 1966 werd van de Giulia 1300 ook de uiteindelijk zeer populaire TI (Turismo Internazionale) versie gemaakt met een topsnelheid van 190 km/u en in 1970 vervolledigde de beter uitgeruste Giulia 1300 Super het gamma. In 1974 kregen de Giulia en de Giulia 1300 een facelift met de Nuova Super 1600 en Nuova Super 1300.

## Giulia Nuova Diesel
Een vreemde eend in de bijt was de diesel variant van de Giulia uit 1976. De Perkins dieselmotor leverde slechts 55 pk en kon met een toerenteller waarin het rode gebied al bij 4000/min startte, de harten van de Alfa liefhebbers niet sneller doen kloppen. Pas in de jaren tachtig zou Alfa zich serieus met diesels in hun personenwagens gaan bezighouden.

## Spider, Sprint en Sprint Speciale
In 1962 werden de Spider en Sprint versies van de Giulietta voorzien van de nieuwe 1,6 liter motor en omgedoopt tot Giulia Sprint en Giulia Spider. Ook kwam er een elegant ogende coupé versie: Giulia Sprint Speciale. De Sprint versie werd tot 1964 geproduceerd, de Spider een jaar langer tot 1965 en de Sprint Speciale tot 1966. In totaal werden ongeveer 7000 Sprints en 10.000 Spiders gebouwd van de Giulia. Op 9 september 1963 werd met de Giulia Sprint GT het nieuwste ontwerp van Bertone voorgesteld in de nieuwe fabriek van Alfa in Arese. In 1966 werd de Sprint GT voorzien van een krachtiger motor en kreeg hij de naam Giulia Sprint GT Veloce (GTV).

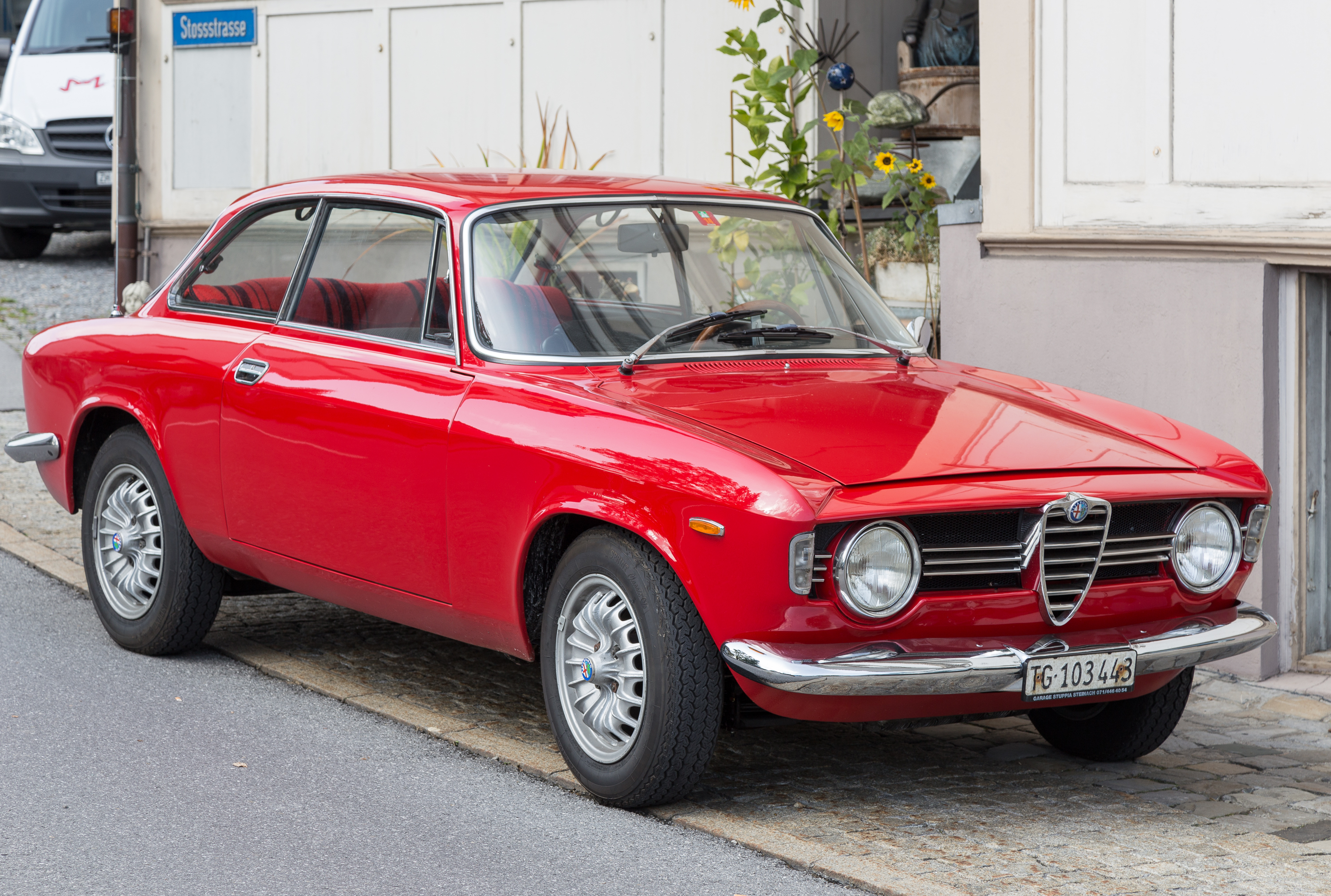
Sprint
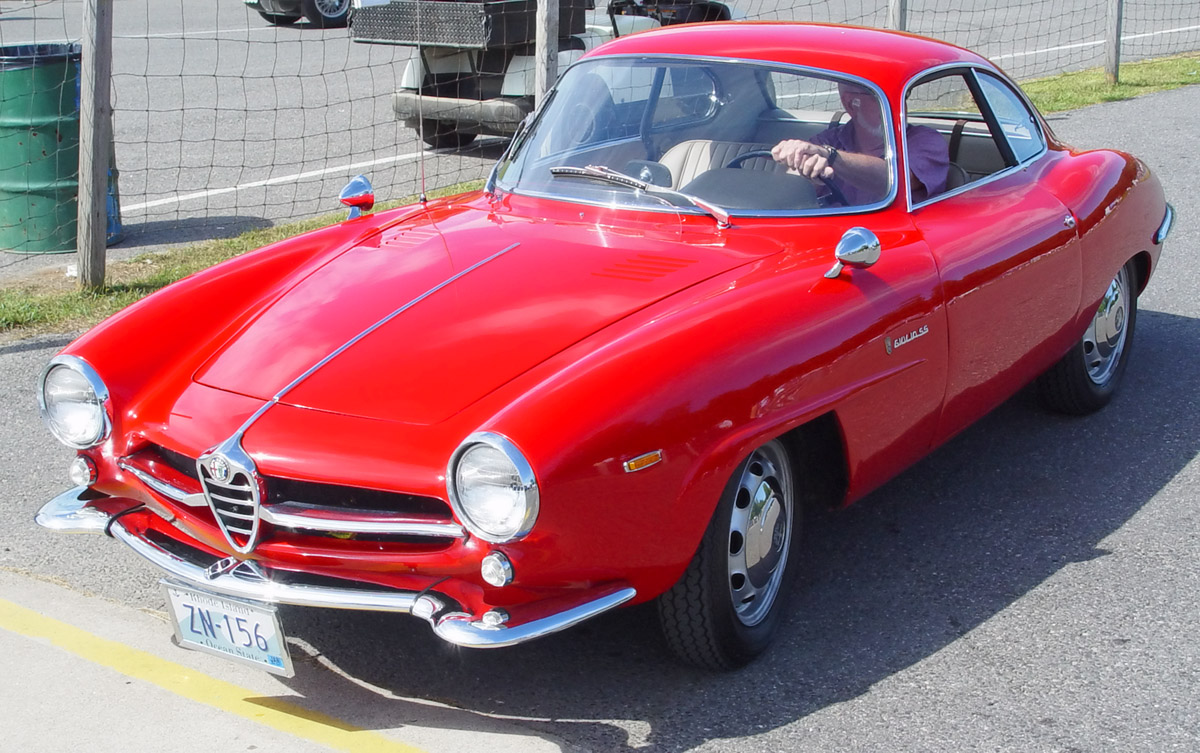
Sprint Speciale
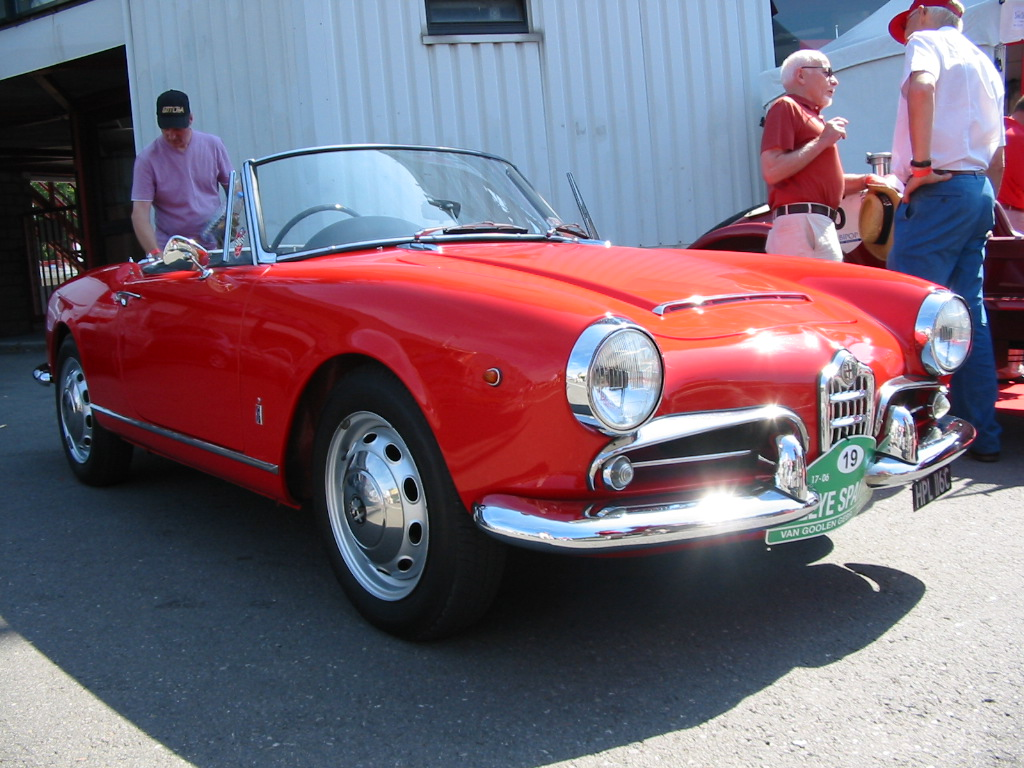
Spider

## Tubolare Zagato

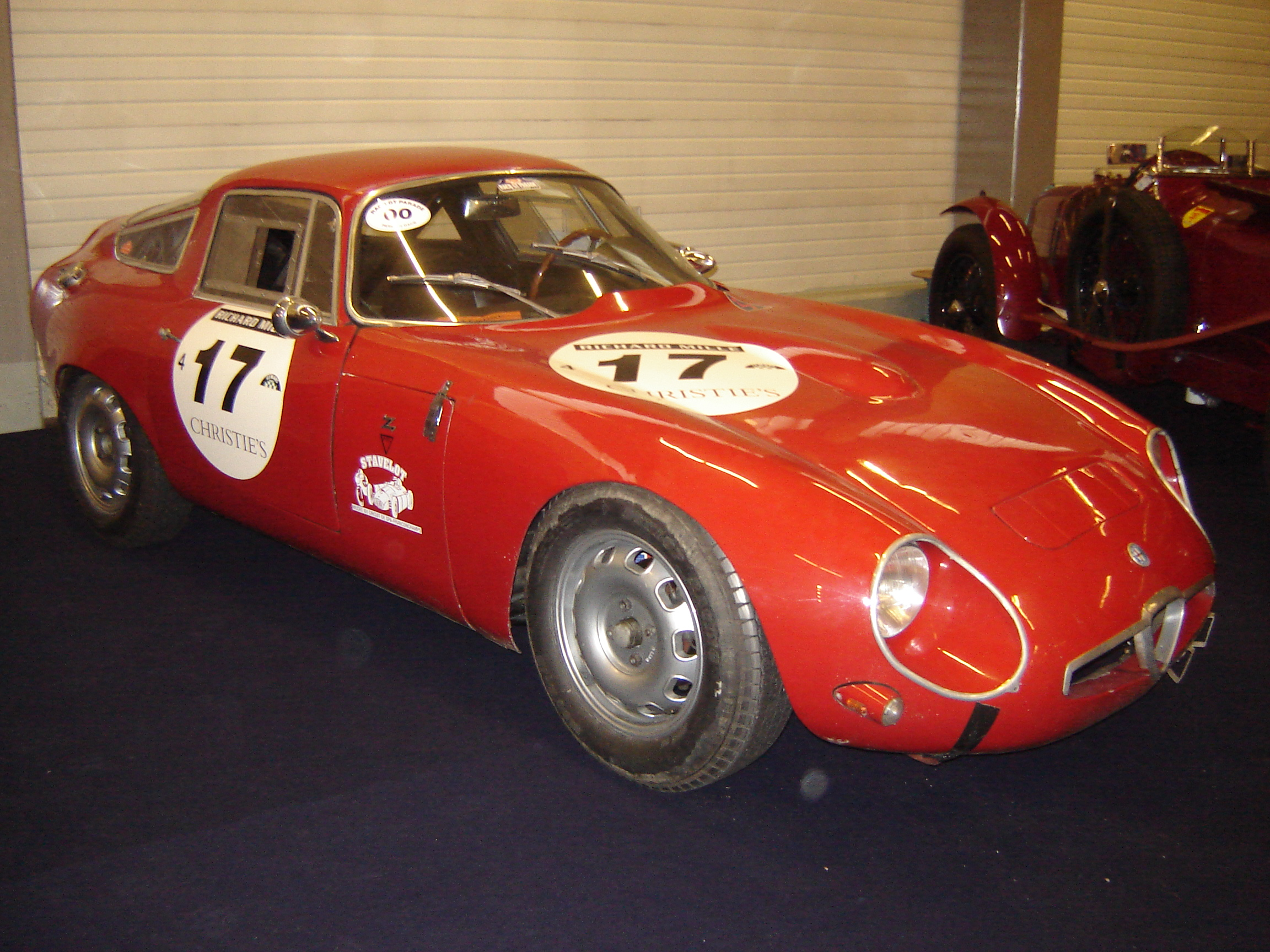
Alfa Romeo Giulia TZ

Een andere variant uit de Giulia-reeks was de Giulia TZ, ontworpen door Zagato en gericht op de autosport. Het eerste prototype van de Tubolare Zagato (buizenchassis) in 1961 leek wat op de Giulietta SZ coda tronca. De mechanische onderdelen kwamen van de Giulia, maar de TZ kreeg wel schijfremmen op alle wielen en een onafhankelijk afgeveerde achteras. De motor was een viercilinder die tot 160 pk kon leveren. In 1964 werd een tweede versie van de TZ gebouwd, met een 170 pk sterke Twin Spark motor.

## GTA
Op basis van de Sprint GT ontwikkelde Alfa Romeo een racewagen die de typeaanduiding GT Allegerita (GTA) kreeg.

## 2015 Giulia (952)

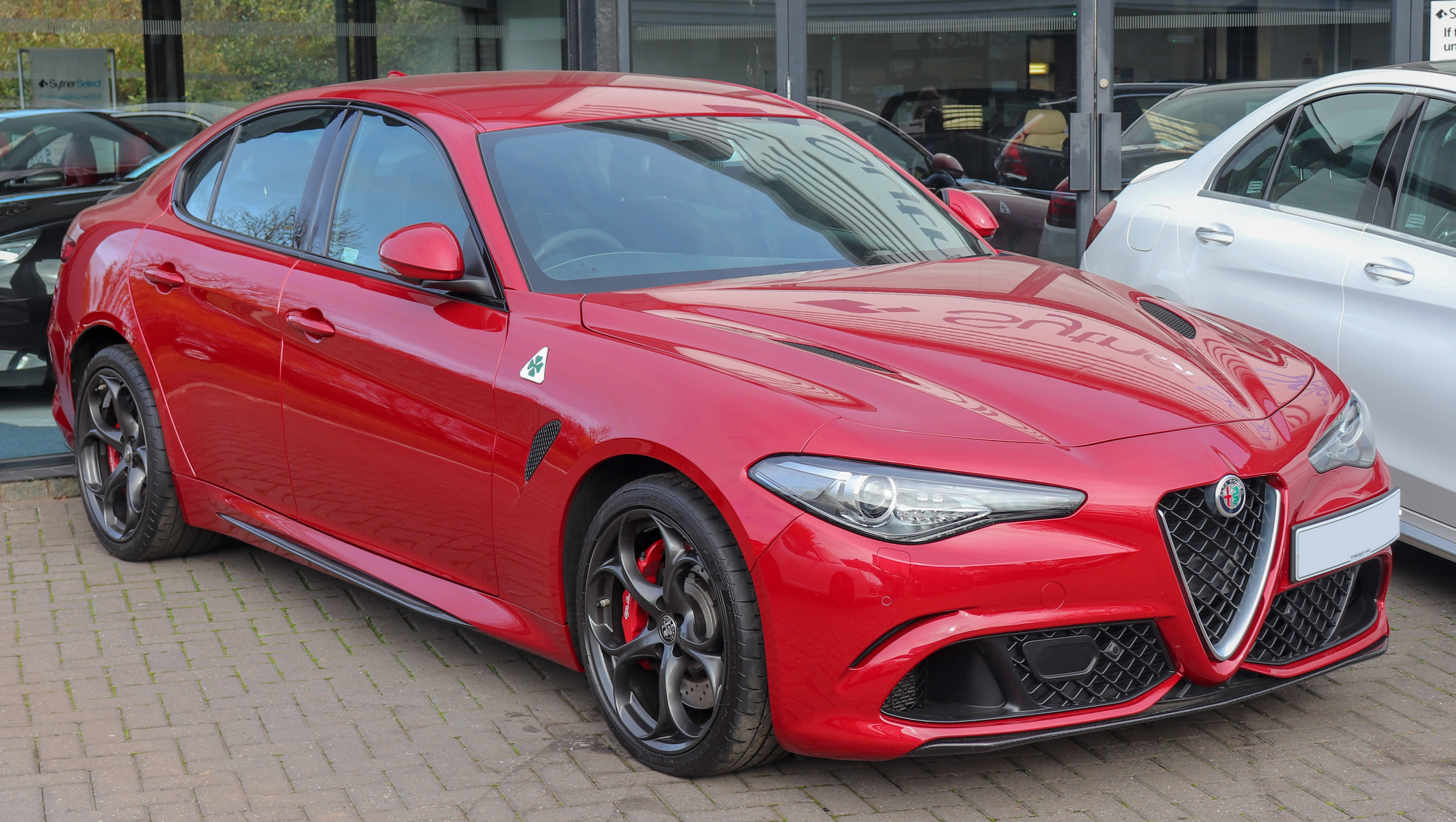

De Alfa Romeo Giulia was belangrijk voor de 'wederopbouw' van het merk Alfa Romeo. De voorgangers van de Giulia waren voorwielaangedreven geweest, en Alfa Romeo begon het steeds moeilijker te krijgen. Met de Giulia wilde Alfa Romeo terug naar de originele aard van het merk: sportieve auto's die naast alledaagse ritten ook geschikt zijn voor op het circuit. Om dit te verwezenlijken kreeg de Giulia een motor in de lengterichting met achterwielaandrijving, iets dat sinds de  Alfa 75 al 2 decennia niet meer was voorgekomen. Ook heeft de Giulia een optimale 50:50 gewichtsverdeling. De introductie werd diverse malen uitgesteld, omdat men opnieuw naar de tekentafel ging. In 2009 kondigde Alfa aan dat de opvolger van de Alfa Romeo 159 in 2012 op de markt zou komen. Dat werd later in de loop van 2013. Uiteindelijk werd hij pas 24 juni 2015 aan de pers tentoongesteld. De naam komt van de Giulia uit de jaren 70. In tegenstelling tot concurrenten BMW, Mercedes-Benz en Audi, presenteerde Alfa Romeo eerst de krachtige Quadrifoglio, om vervolgens de minder krachtige versies daarop te baseren. Dit doet Alfa Romeo om ook de goedkopere Giulia's een sportief karakter te geven.